# 三宅芳夫
三宅 芳夫（みやけ よしお、1913年（大正2年）12月7日 - 1983年（昭和58年）4月26日）は、元体操選手。

## 経歴・人物
日本体育大学出身。1936年ベルリンオリンピックに出場した。引退後は、中京大学の教員となった。